# Xochipilli
En la mitologia asteca Xochipilli ("príncep de les flors") o Macuilxochitl ("cinc flors") era el déu de l'amor, els jocs, la bellesa, la dansa, les flors, el blat de moro i les cançons. La seva muller era Mayahuel i la seva bessona era Xochiquetzal.